# Sex&Drugs&Rock&Roll
Sex&Drugs&Rock&Roll ist eine US-amerikanische Fernsehserie. Die deutschsprachige Erstausstrahlung fand ab 28. Februar 2018 beim Sender ProSieben FUN statt. Die Serie besteht aus 20 Folgen in zwei Staffeln, da der produzierende Sender aufgrund schwacher Quoten von einer Fortsetzung absah.

## Inhalt
Der 50-jährige Johnny Rock  war einst der Leadsänger von The Heathens, einer aufstrebenden Rockband aus den späten 80ern und frühen 90ern, die sich nach der Veröffentlichung von nur einem Album trennte, hauptsächlich aufgrund seines exzessiven Lebensstils. 25 Jahre später kämpft Rock in der Musikindustrie ums Überleben. Überraschend stellt er fest, dass er eine 21-jährige Tochter namens Gigi mit einer seiner ehemaligen Background-Sängerinnen hat. Gigi macht ihm einen Vorschlag: Wenn ihr Vater The Heathens reformiert, wird sie ihn als Leadsänger ersetzen, die Band wird ihren Namen in The Assassins ändern und im Gegenzug bleibt er als Lead Songwriter für die Band an Bord.  Johnny erlebt die Herausforderungen eines alternden Rockstars in einer Musiklandschaft, die von Hip-Hop und Pop geprägt wird.

## Besetzung
- Denis Leary als Johnny Rock
- John Corbett als Josiah „Flash“ Bacon
- Elizabeth Gillies als Gigi Rock
- Robert Kelly als Hector „Bam Bam“ Jimenez
- Elaine Hendrix als Ava Delany
- John Ales als Sonny „Rehab“ Silverstien

## Deutschsprachige Synchronisation
Die deutschsprachige Synchronisation der Serie erfolgt bei der EuroSync GmbH, Berlin unter Dialogbuch und Dialogregie Christian Gundlach.